# Serguéi Kolésnikov
Serguéi Kolésnikov, nacido el 3 de septiembre de 1986, es un antiguo ciclista ruso. 

## Palmarés
2006
- La Roue Tourangelle
- Clásica de Loire-Atlantique
- Circuito de las Ardenas, más 1 etapa
- Tour de Finisterre
- Gran Premio de Sochi, más 1 etapa
- Tour de Hainan
- Riga Grand Prix
- Ruota d'Oro

2007
- 2º en el Campeonato de Rusia en Ruta

2009
- Baltyk-Karkonosze Tour
- 1 etapa de la Vuelta a Costa Rica